# 71-407
71-407は、ロシア連邦のウラルトランスマッシュが展開する路面電車車両。車体の一部が低床構造となっている部分超低床電車である。

## 概要

### 構造
71-407の車体の基本的な構造は71-405を基にしているが、中央部分、車内の39 %が床上高さを下げた低床構造になっており（部分超低床電車）、この部分には車椅子やベビーカー向けのフリースペースが設置されている。単行運転を基本としたボギー車となっているため既存の設備を更新せずともバリアフリーへの対応が可能である他、需要に応じて総括制御による連結運転にも対応する。電気機器についても71-405と同型の誘導電動機やVVVFインバータ制御装置を搭載しており、機器を統一する事でメンテナンスの容易化を図っている。また、車両の現在位置や到着までの待ち時間をスマートフォンで閲覧可能な位置情報アプリ「GLONASS（ГЛОНАСС）」にも対応している。車両の耐用年数は20年を想定している。

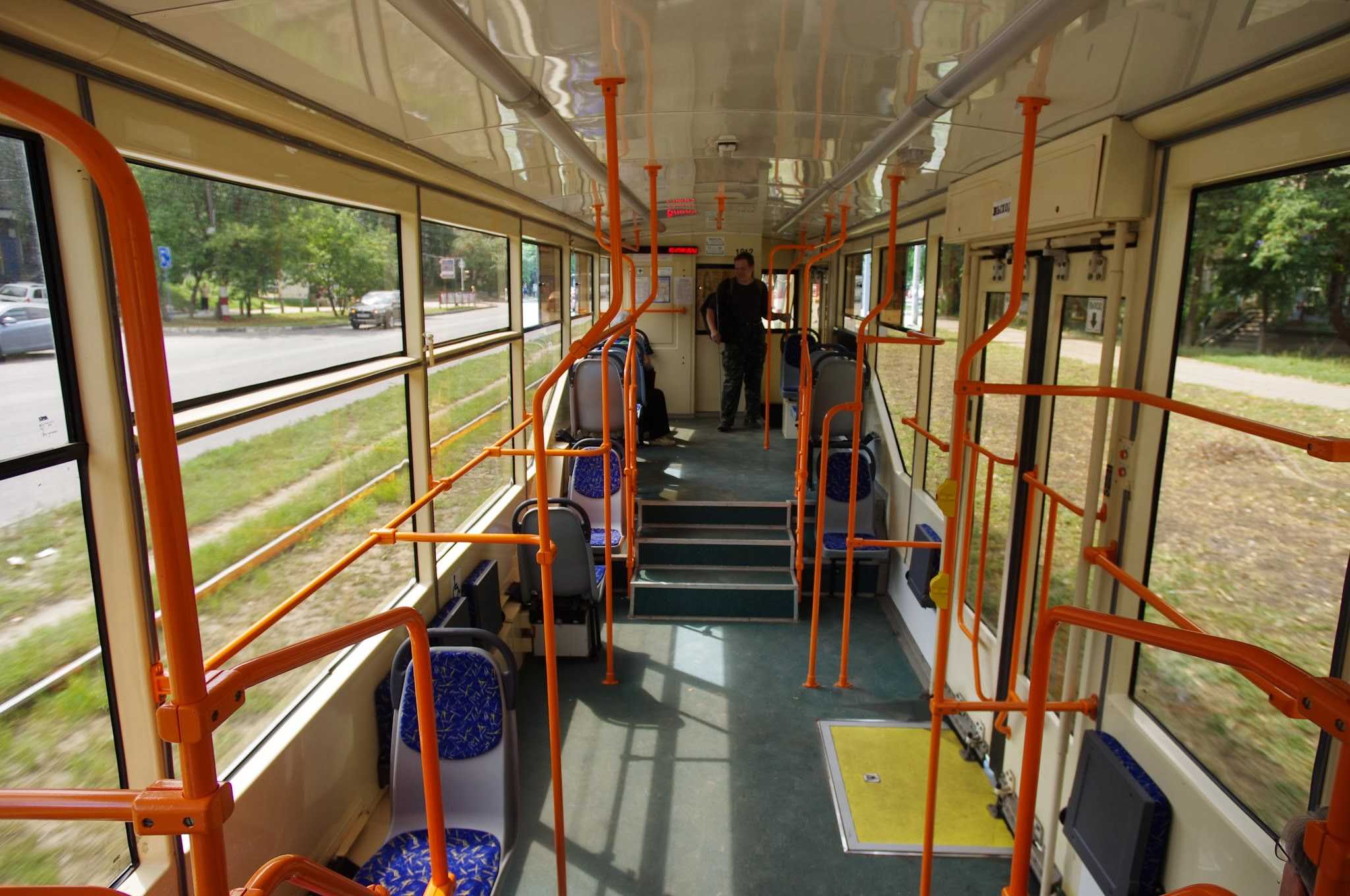
車内（ニジニ・ノヴゴロド）

### 71-407-01
2014年、ニジニ・タギルで開催された産業見本市「マギストラル・2014（Магистраль-2014）」で、ウラルトランスマッシュは71-407のモデルチェンジ車両である71-407-01を発表した。車体の先頭部および後部の形状が同社の設計者であるV.N.ラゴジン（В.Н.Рагозин）が手掛けた新たなデザインに変更されている他、構造も見直され、事故が発生した際には破損した部分のみを交換する事が可能となっている。また座席や壁・天井の内張りも快適性や先進性を踏まえて変更され、低床 - 高床部分の間にあるステップの数は2段に減少している。

## 運用・導入都市
2010年に生産を開始して以降、71-407はロシア連邦の以下の都市で使用されている。単行運転が可能かつバリアフリーに適した構造を持つ71-407は、ウラルワゴンマッシュの路面電車車両の中で最も多くの車両が生産された形式となっている。
| 形式      | 都市                                            | 導入車両数 |
| --------- | ----------------------------------------------- | ---------- |
| 71-407    | ニジニ・タギル (ニジニ・タギル市電)             | 40両       |
| 71-407    | ニジニ・ノヴゴロド (ニジニ・ノヴゴロド市電)     | 31両       |
| 71-407    | トゥーラ (トゥーラ市電)                         | 14両       |
| 71-407    | クラスノダール (クラスノダール市電)             | 5両        |
| 71-407    | タガンログ (タガンログ市電)                     | 3両        |
| 71-407    | オリョール (オリョール市電)                     | 1両        |
| 71-407-01 | カザン (カザン市電)                             | 37両       |
| 71-407-01 | コロムナ (コロムナ市電)                         | 21両       |
| 71-407-01 | オムスク (オムスク市電)                         | 20両       |
| 71-407-01 | ノヴォチェルカッスク (ノヴォチェルカッスク市電) | 6両        |
| 71-407-01 | エカテリンブルク (エカテリンブルク市電)         | 5両        |
| 71-407-01 | サンクトペテルブルク (サンクトペテルブルク市電) | 1両        |
| 71-407-01 | ウファ (ウファ市電)                             | 1両        |
| 71-407-01 | チェレポヴェツ (チェレポヴェツ市電)             | 1両        |

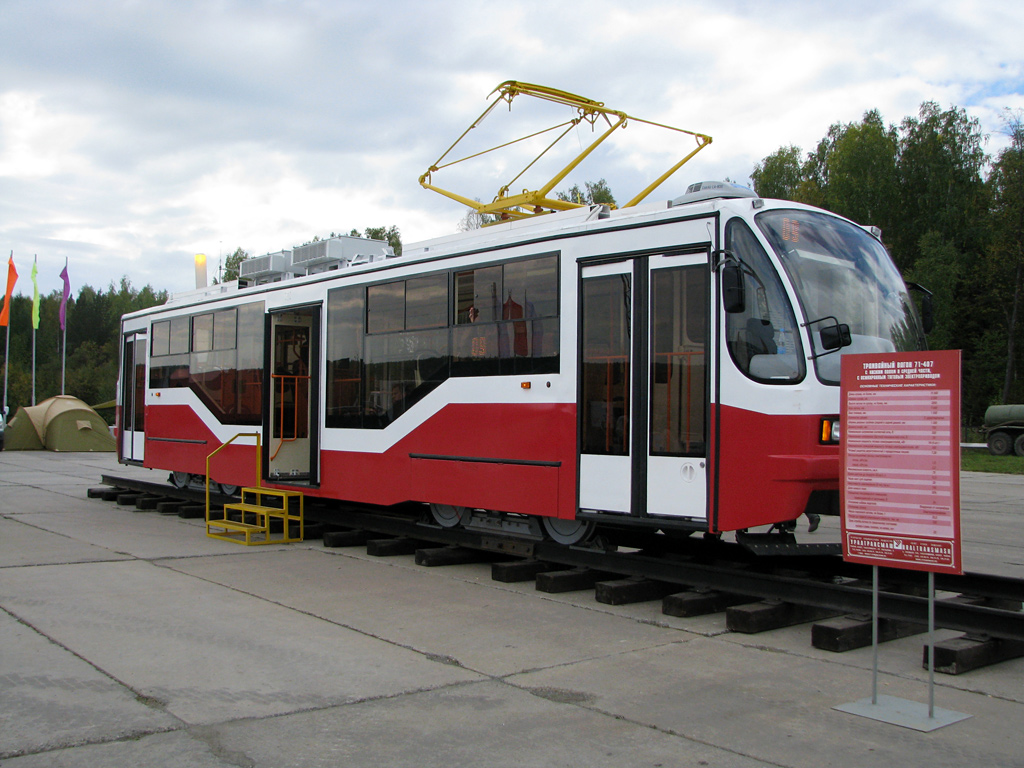
71-407（ニジニ・タギル）
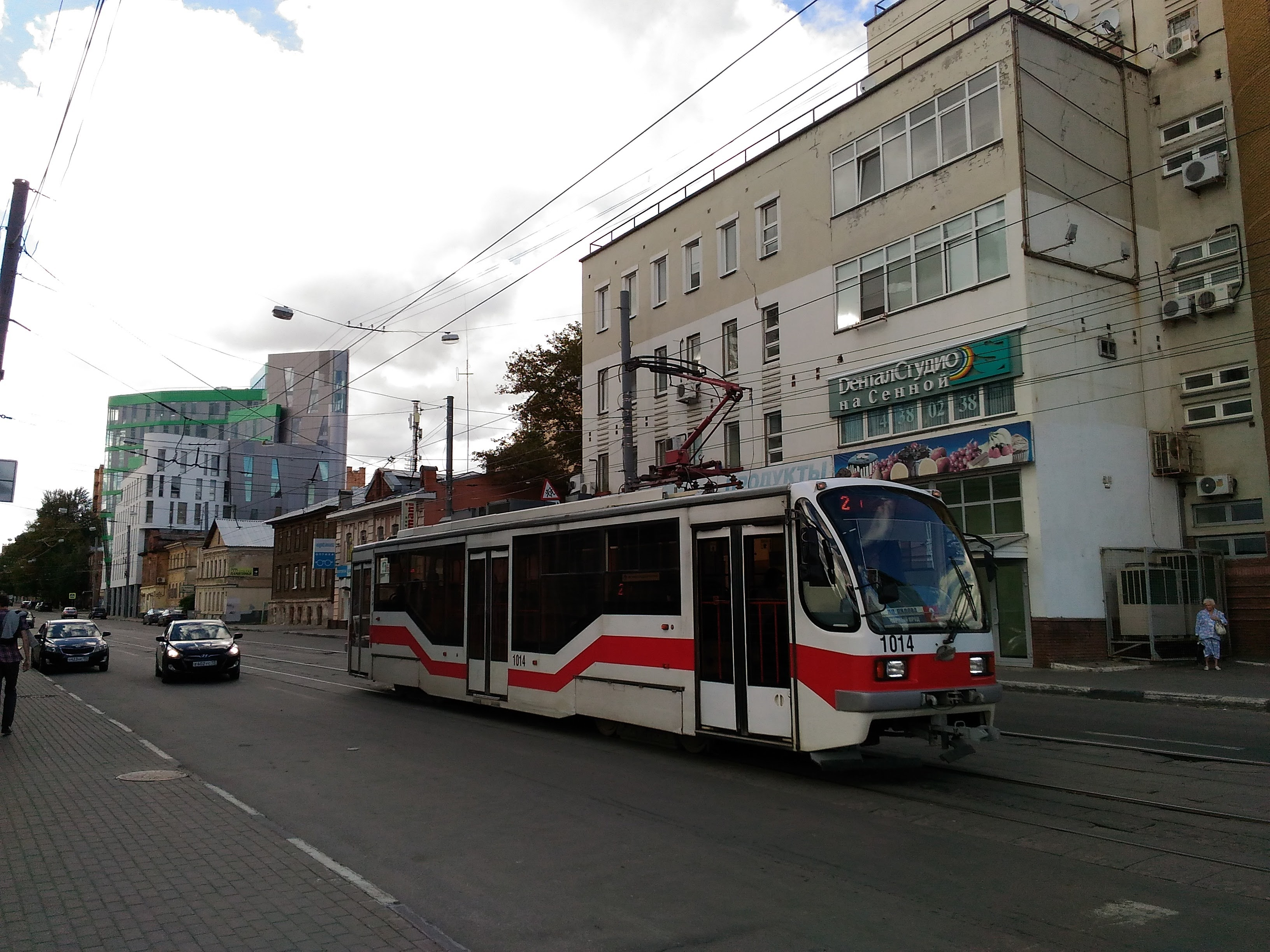
71-407（ニジニ・ノヴゴロド）
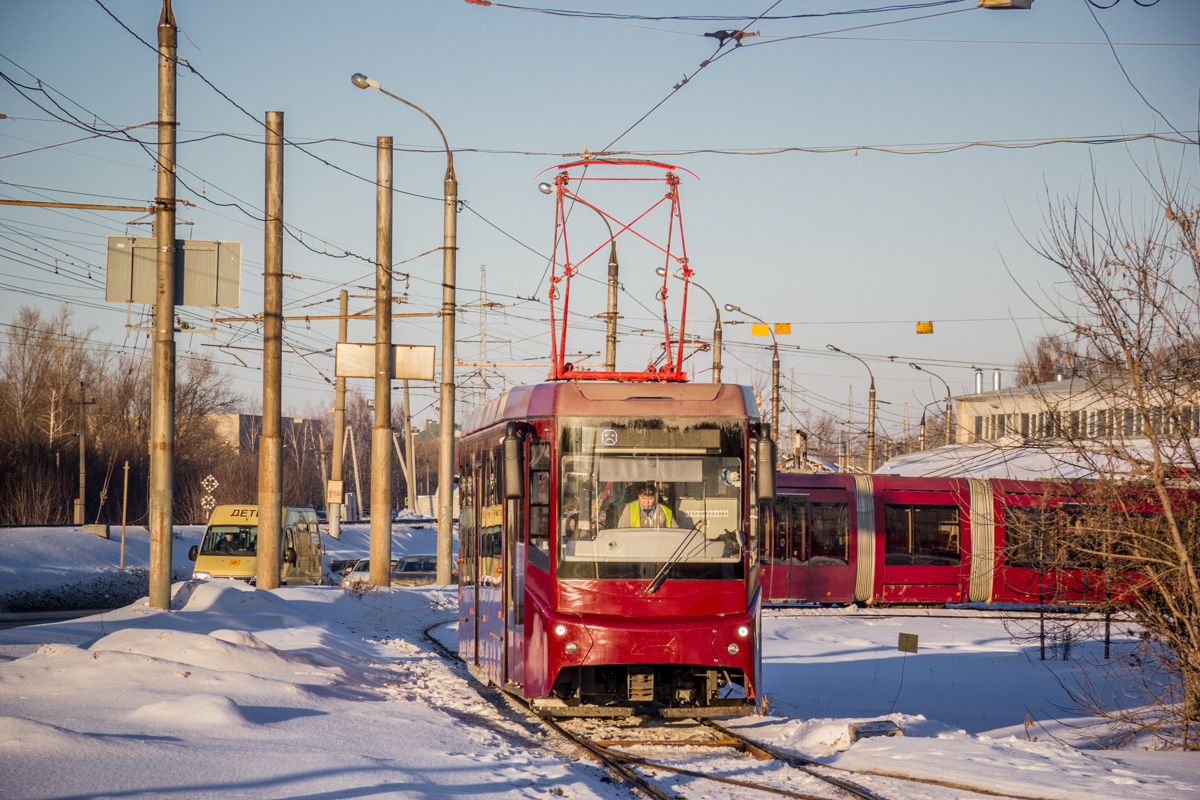
71-407-01（カザン）
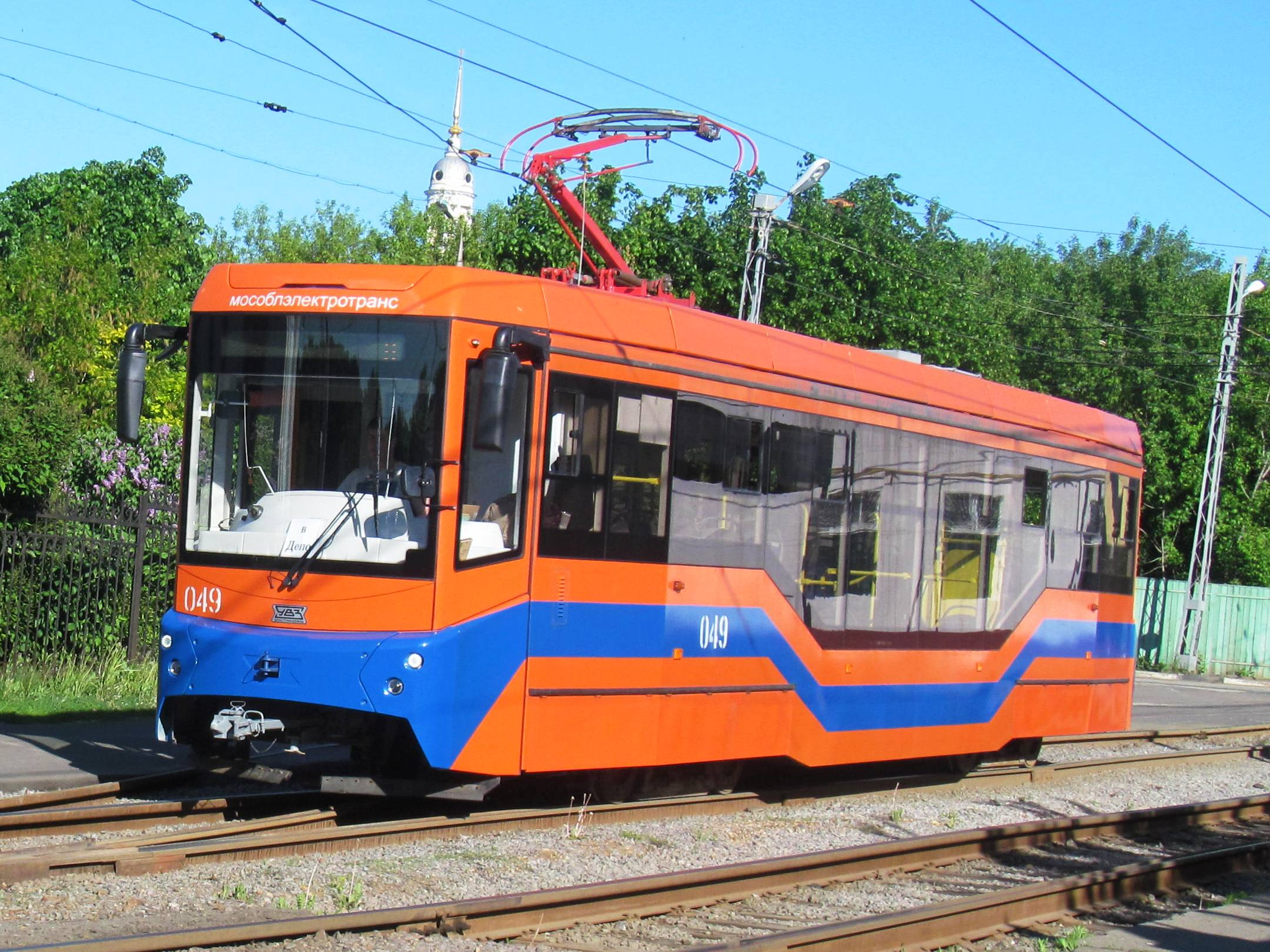
71-407-01（コロムナ）
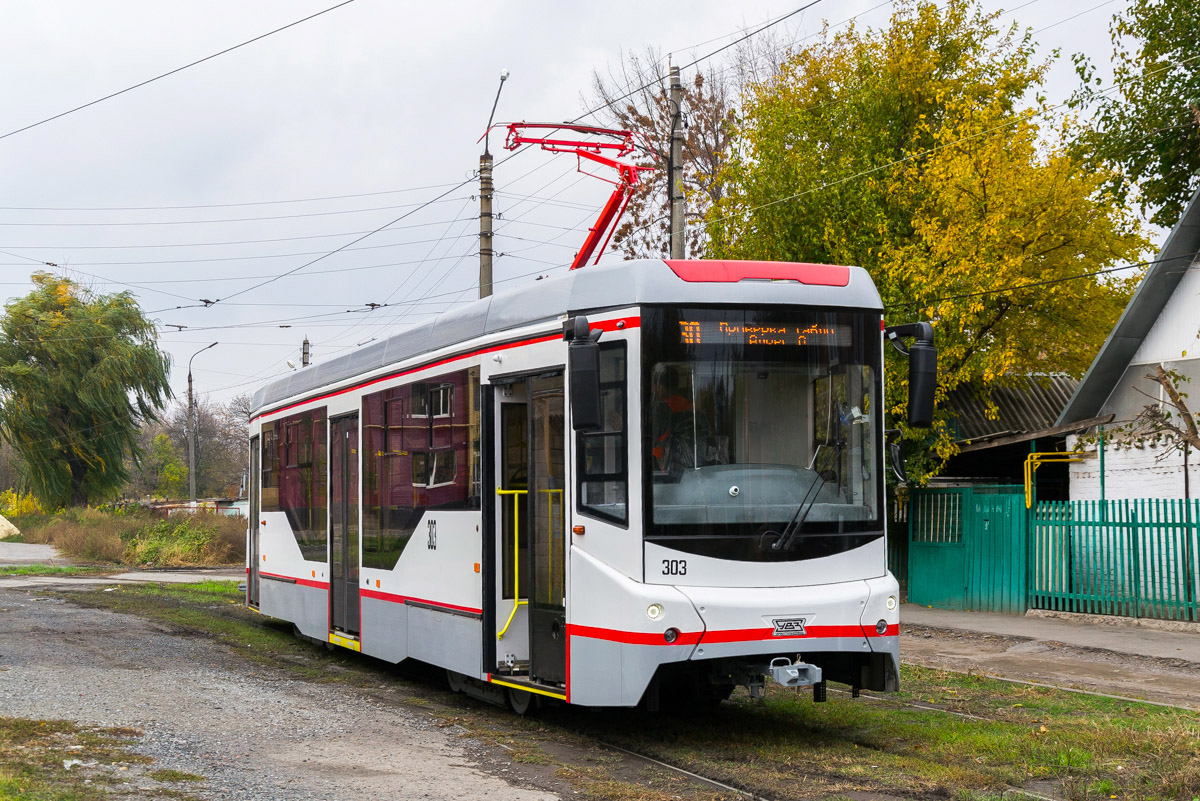
71-407-01（ノヴォチェルカッスク）
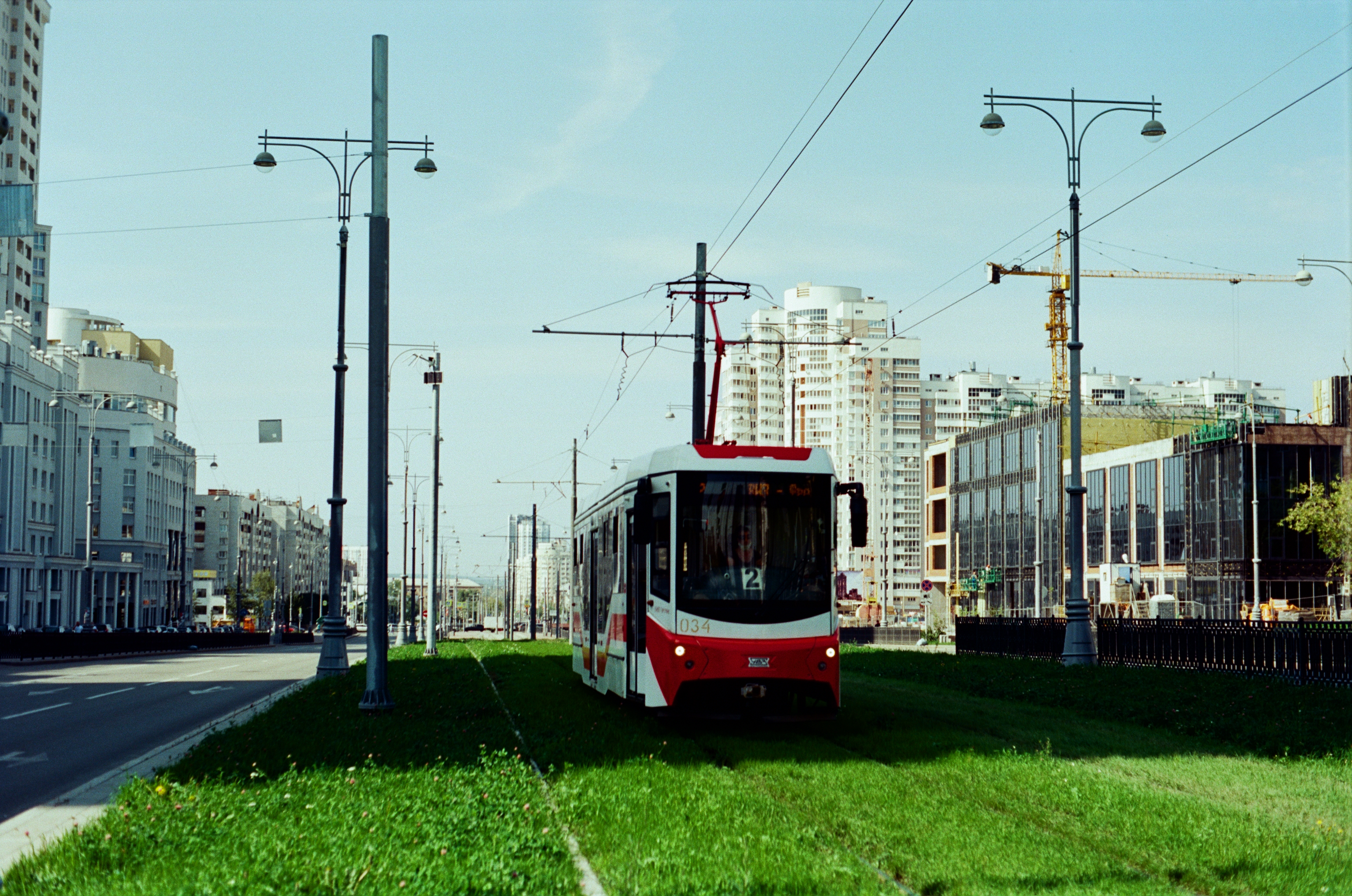
71-407-01（エカテリンブルク）